# 스티브 쿠퍼
스티브 쿠퍼(영어: Steve Cooper, 1979년 12월 10일 ~ )는 웨일스의 전 축구 선수이자 현 축구 지도자로 최근 레스터 시티 FC의 감독을 맡았으며, 선수 시절 포지션은 수비수였다.